# 77 до н. е.

## Народились
- Береніка IV — цариця Єгипту у 58 до н. е.—55 до н. е. роках.

## Померли
- Марк Емілій Лепід — давньоримський політик, консул 78 року до н. е., очолив заколот проти Риму.
- Тіт Квінкцій Атта — давньоримський поет, комедіограф, майстер тогати.